# ウォルター・S・サットン

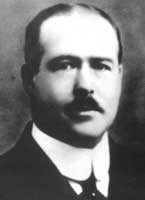
ウォルター・S・サットン

ウォルター・S・サットン（Walter Stanborough Sutton, 1877年4月5日 - 1916年3月10日）は、アメリカの生物学者・医学者。バッタ Brachystola magna の生殖細胞を用いて減数分裂における染色体の観察から、染色体説を提唱したことで知られる。
1898年にカンザス大学の細胞学者クラレンス・E・マクラング（C. E. McClung）の学生として染色体研究を始めた。1900年からはマクラングの勧めでコロンビア大学に移り、細胞学の大家であるエドマンド・B・ウィルソン（E. B. Wilson）の元で博士課程の大学院生として研究を行う。マクラングはバッタ Brachystola magna において性染色体を発見し、その研究を行っていた。このバッタは染色体が大きく、観察しやすいという細胞学研究上の利点があった。サットンはこの昆虫のオスの精子形成では生殖細胞に特異的な細胞分裂、つまり減数分裂において染色体が大きくはっきりと観察できることを見いだし、その観察を行った。この研究をウィルソンの研究室で発展させ、減数分裂における染色体の挙動はメンデルの法則に従うとする染色体説を提唱した (Sutton 1902, 1903)。博士課程を中退し、その後は医師となる。